# Hamm (Sieg)
Hamm is een plaats in de Duitse deelstaat Rijnland-Palts, en maakt deel uit van de Landkreis Altenkirchen.
Hamm telt 3.545 inwoners.

## Bestuur
De plaats is een Ortsgemeinde en maakt deel uit van de Verbandsgemeinde Hamm (Sieg).

## Geboren
- Friedrich Wilhelm Raiffeisen (1818-1888), burgemeester en stichter Raiffeisen bank

Almersbach ·
Alsdorf ·
Altenkirchen ·
Bachenberg ·
Berod bei Hachenburg ·
Berzhausen ·
Betzdorf ·
Birken-Honigsessen ·
Birkenbeul ·
Birnbach ·
Bitzen ·
Brachbach ·
Breitscheidt ·
Bruchertseifen ·
Bürdenbach ·
Burglahr ·
Busenhausen ·
Daaden ·
Derschen ·
Dickendorf ·
Eichelhardt ·
Eichen ·
Elben ·
Elkenroth ·
Emmerzhausen ·
Ersfeld ·
Etzbach ·
Eulenberg ·
Fensdorf ·
Fiersbach ·
Flammersfeld ·
Fluterschen ·
Forst ·
Forstmehren ·
Friedewald ·
Friesenhagen ·
Fürthen ·
Gebhardshain ·
Gieleroth ·
Giershausen ·
Grünebach ·
Güllesheim ·
Hamm (Sieg) ·
Harbach ·
Hasselbach ·
Helmenzen ·
Helmeroth ·
Hemmelzen ·
Herdorf ·
Heupelzen ·
Hilgenroth ·
Hirz-Maulsbach ·
Horhausen (Westerwald) ·
Hövels ·
Idelberg ·
Ingelbach ·
Isert ·
Katzwinkel (Sieg) ·
Kausen ·
Kescheid ·
Kettenhausen ·
Kircheib ·
Kirchen (Sieg) ·
Kraam ·
Krunkel ·
Malberg ·
Mammelzen ·
Mauden ·
Mehren ·
Michelbach (Westerwald) ·
Mittelhof ·
Molzhain ·
Mudersbach ·
Nauroth ·
Neitersen ·
Niederdreisbach ·
Niederfischbach ·
Niederirsen ·
Niedersteinebach ·
Nisterberg ·
Obererbach (Westerwald) ·
Oberirsen ·
Oberlahr ·
Obersteinebach ·
Oberwambach ·
Ölsen ·
Orfgen ·
Peterslahr ·
Pleckhausen ·
Pracht ·
Racksen ·
Reiferscheid ·
Rettersen ·
Rosenheim ·
Roth ·
Rott ·
Scheuerfeld ·
Schöneberg ·
Schürdt ·
Schutzbach ·
Seelbach (Westerwald) ·
Seelbach bei Hamm (Sieg) ·
Seifen ·
Selbach (Sieg) ·
Sörth ·
Steinebach/ Sieg ·
Steineroth ·
Stürzelbach ·
Volkerzen ·
Wallmenroth ·
Walterschen ·
Weitefeld ·
Werkhausen ·
Weyerbusch ·
Willroth ·
Wissen ·
Wölmersen ·
Ziegenhain